# Dub Expectations
Dub Expectations – dwudziesty czwarty album studyjny Michaela Rose’a, jamajskiego wykonawcy muzyki reggae.
Płyta została wydana w roku 2008 przez brytyjską wytwórnię Rhythm Club Records. Znalazły się na niej zdubowane wersje piosenek z poprzedniego albumu artysty, Great Expectations. Miksu utworów dokonał Paul Fox, on też zajął się produkcją krążka (we współpracy z Geraldem McCarthym).

## Lista utworów
1. "Dub Freedom"
2. "How Would You Dub?"
3. "Dub In Your Mind"
4. "Big Dubs"
5. "Dub Expectations"
6. "Dub Fire"
7. "Money Dub"
8. "Mama Africa Dub"
9. "When I Dub"
10. "Momento Dub"
11. "Dub It On"
12. "Dub Spliff"
13. "Dub Trouble Again"
14. "Surfing In The Dub"
15. "Letter To My Dub"